# Dionysikles
Dionysikles (altgriechisch Διονυσικλῆς), Sohn des Attinos, war ein griechischer Bildhauer aus Milet, der in der zweiten Hälfte des 3. Jahrhunderts v. Chr. tätig war.
Nach dem Bericht des Pausanias schuf er für Olympia eine Statue des Olympioniken Demokrates aus Tenedos, Sohn des Hagetor, der im Faustkampf der Jungen siegreich war. In Milet wurde eine Statuenbasis mit der Signatur ΔΙΟΝΥΣΙΚΛΗΣ ΑΤΤΙΝΟΥ ΕΠΟΙΗΣΕΝ gefunden. Sie befand sich eingemauert am Vorhof des türkischen Bades am Delphinion und wird in das Jahr 219/18 v. Chr. datiert.